# Pollhagen
Pollhagen er en by og kommune i det nordvestlige Tyskland med 1071 indbyggere (2018-12-31), beliggende i den nordlige del af Samtgemeinde Niedernwöhren under Landkreis Schaumburg. Denne landkreis ligger i den nordlige del af delstaten Niedersachsen.

## Geografi
Pollhagen er beliggende ved Schaumburger Wald og Mittellandkanal omkring seks kilometer nord for Stadthagen. Ud over hovedbyen, findes også bebyggelsen Natenhöhe i kommunen.